# Теннисный чемпионат Дубая 2015
Теннисный чемпионат Дубая 2015 — ежегодный профессиональный теннисный турнир в серии ATP 500 для мужчин и премьер серии для женщин.
Соревнования проводились на открытых хардовых кортах в Дубае, ОАЭ. Мужчины выявили лучших в 23-й раз, а женщины — в 15-й.
Турнир прошёл с 15 февраля по 28 февраля 2015 года: первую неделю лучшую выявляли женщины, а вторую — мужчины.
Прошлогодние победители:
- мужчины одиночки —  Роджер Федерер
- женщины одиночки —  Винус Уильямс
- мужчины пары —  Рохан Бопанна /  Айсам-уль-Хак Куреши
- женщины пары —  Алла Кудрявцева /  Анастасия Родионова

## Общая информация
В мужском одиночном турнире приняли участие четыре представителя Топ-10. Первым сеянным стал лидер мировой классификации Новак Джокович, а вторым сеяным прошлогодний победитель соревнований и второй в мире Роджер Федерер. Помимо них на турнире из первой десятки выступили: Энди Маррей (№ 4 в мире на тот момент) и Томаш Бердых (№ 8). Все фавориты, кроме Маррея, добрались до полуфинала. Британец в четвертьфинале неожиданно уступил хорвату Борна Чоричу. В итоге в решающем матче титул разыграли лидеры мирового рейтинга: Джокович и Федерер. Швейцарцу удалось обыграть первого в мире и уже в 7-й раз выиграть местные соревнования (до этого он побеждал с 2003 по 2005, 2007, 2012 и 2014 годах). В основном турнире принял участие один представитель России Михаил Южный, но уже в первом раунде он проиграл итоговому победителю Роджеру Федереру.
Лидерами посева в парном соревновании стали Боб и Майк Брайан. Фавориты проиграли в четвертьфинале Доминику Инглоту и Флорину Мердже. В итоге титул разыграли команды: Рохан Бопанна / Даниэль Нестор (№ 4 посева) и Ненад Зимонич / Айсам-уль-Хак Куреши. В итоге титул выиграл индийско-канадский дуэт. Бопанна побеждает на местном турнире в третий раз (до этого в 2012 году в паре с Махешом Бхупати и в прошлом 2014 году в паре с одним из соперников по финалу Айсамом-уль-Хаком Куреши). Нестор выигрывает здесь во второй раз (до этого он победил 13 лет назад в 2002 году в паре с Марком Ноулзом.
Женский одиночный турнир собрал шесть из десяти представительниц первой десятки. Список возглавила Симона Халеп (№ 3 в мире в тот период). Румынка подтвердила статус главной фаворитки и выиграла соревнования. В финале ей противостояла 17-й номер посева Каролина Плишкова. Прошлогодняя чемпионка Винус Уильямс защищала свой титул в качестве восьмого номера посева, однако в третьем раунде она уступила 11-й сеяной Луции Шафаржовой. В основном турнире также приняло участие пять представительниц России. Лучше всех смогла выступить Екатерина Макарова, которая была посеяна под шестым номером. Её результатом стал выход в четвертьфинал, где она уступила итоговой чемпионке Симоне Халеп.
Лидерами посева в женском парном соревновании Саня Мирза и Се Шувэй проиграли во втором раунде россиянкам Алле Кудрявцевой и Анастасии Павлюченковой. Прошлогодняя чемпионка Кудрявцева в паре с соотечественницей Павлюченковой сумела выйти в полуфинал, где они проиграли Гарбинье Мугурусе и Карле Суарес Наварро. Другая прошлогодняя победительница Анастасия Родионова также приняла участие в турнире, выступив в паре со своей сестрой Ариной. Они также проиграли испанскому дуэту Мугуруса/Суарес Наварро, но на более ранней четвертьфинальной стадии. В финале испанки в свою очередь проиграли Тимее Бабош Кристине Младенович, которые и завоевали трофей.

## Соревнования

### Мужчины одиночки
Роджер Федерер обыграл  Новака Джоковича со счётом 6-3, 7-5.
- Федерер выигрывает 2-й одиночный титул в сезоне и 84-й за карьеру в туре ассоциации.
- Джокович сыграл 2-й одиночный финал в сезоне и 72-й за карьеру в туре ассоциации.

### Женщины одиночки
Симона Халеп обыграла  Каролину Плишкову со счётом 6-4, 7-6(4).
- Халеп выигрывает 2-й одиночный титул в сезоне и 10-й за карьеру в туре ассоциации.
- Плишкова сыграла 2-й одиночный финал в сезоне и 8-й за карьеру в туре ассоциации.

### Мужчины пары
Рохан Бопанна /  Даниэль Нестор обыграли  Ненада Зимонича /  Айсама-уль-Хака Куреши со счётом 6-4, 6-1.
- Бопанна выигрывает 2-й парный титул в сезоне и 12-й за карьеру в туре ассоциации.
- Нестор выигрывает 2-й парный титул в сезоне и 87-й за карьеру в туре ассоциации.

### Женщины пары
Тимея Бабош /  Кристина Младенович обыграли  Гарбинью Мугурусу /  Карлу Суарес Наварро со счётом 6-3, 6-2.
- Бабош выигрывает 1-й парный титул в сезоне и 9-й за карьеру в туре ассоциации.
- Младенович выигрывает 1-й парный титул в сезоне и 10-й за карьеру в туре ассоциации.